# Suzanne Hale
Suzanne Kreitner Hale é ex -embaixadora dos Estados Unidos nos Estados Federados da Micronésia . O Senado dos Estados Unidos confirmou Hale em 25 de junho de 2004. Ela assumiu o comando em 24 de agosto e apresentou suas credenciais no dia seguinte.
Como Ministro-Conselheiro para Assuntos Agrícolas na Embaixada dos Estados Unidos em Tóquio, Hale administrou os três escritórios do USDA no Japão de 2000 a 2004. De 1997 a 2000, durante as negociações de adesão da China à OMC, ela atuou como Ministra-Conselheira para Assuntos Agrícolas na Embaixada dos Estados Unidos em Pequim. Como Diretora da Divisão de Serviços AgExport do Foreign Agricultural Service de 1990 a 1996, ela gerenciou o programa de feiras internacionais do USDA e coordenou a divulgação para novos exportadores. Hale serviu anteriormente na embaixada em Tóquio de 1981 a 1988, primeiro como adido agrícola, depois como oficial de comércio agrícola. A Embaixadora Hale recebeu a principal homenagem do USDA - o Prêmio de Serviços Distintos do Secretário de Agricultura - por sua gestão econômica ao abrir o primeiro Escritório de Comércio Agrícola no Japão. De 1978 a 1981, ela trabalhou com a equipe de política comercial internacional do USDA em Washington, DC .
Após seu retorno da Micronésia em agosto de 2007, a embaixadora Hale serviu como administradora adjunta para assuntos regionais e nacionais do Serviço de Agricultura Estrangeiro, depois como administradora associada e, durante a transição de George W. Bush para a administração Obama, como administrador interino. Hale se aposentou em 30 de novembro de 2010, com o título pessoal de Ministro de Carreira, após mais de 30 anos de serviço público .
Hale foi criada no oeste de Nova York e educada na Escola de Relações Internacionais e Públicas da Universidade de Columbia , na Universidade Cristã Internacional em Tóquio e na Beloit College em Beloit, Wisconsin. Seu marido é advogado e eles têm dois filhos adultos.